# Боббер
Боббер (от англ. Bobber — «коротко стриженный») — мотоцикл-кастом с демонтированным передним крылом и обрезанным задним крылом, стилизованный под серийные мотоциклы 1930—1950-х годов. Технические отличия от современных мотоциклов примерно такие же, как и у чоппера, однако внешний вид другой — нерадикальный наклон и длина передней вилки, достаточно узкая задняя покрышка.

## История возникновения
Стиль начал зарождаться в 1930—1940-х годах в США. Толчком к появлению таких мотоциклов послужила распространённость гонок на мотоциклах по грунтовой трассе. При этом уже зародились первые мотоклубы, то есть уже существовали байкеры как субкультура. При этом мотоклубы старались выступать на гонках.
В США в то время были распространены в основном «Харлеи», то есть тяжёлые мотоциклы с не самыми мощными двигателями Flathead. Такие мотоциклы приходилось модифицировать для участия в гонках. Для того, чтобы грязь не забивалась под крылья, их обрезали или демонтировали, ну а чтобы мотоцикл хотя бы немного резвее ехал — значительно облегчали его конструкцию.
Но поскольку в этот период экономика США переживала плохие времена, денег в целом у населения не было. И поэтому боббер стал не просто мотоциклом для гонок, но и средством передвижения. Основная идея, заложенная в Bobber Style при появлении — мотоцикл должен самостоятельно доехать до гоночной трассы, а потом увезти своего хозяина домой. То есть боббер — это гоночный мотоцикл на каждый день.
Культовым данный тип мотоциклов стал после появления в 1953 году фильма Стэнли Крамера «Дикарь» с Марлоном Брандо в главной роли. В «Дикаре» Марлон Брандо (Джонни) ездил на своём собственном боббере на базе Triumph Thunderbird 650. Такие мотоциклы были достаточно редки, они импортировались в США малыми партиями.

## Особенности конструкции
Боббер, как правило, строится на основе мотоцикла с двухцилиндровым (и более) мотором объёма большого литража. Рама максимально короткая типа хардтейл (без задней подвески). Руль максимально низкий и широкий, чаще всего прямой. Глушитель отсутствует или минимальных размеров. Передняя вилка типа «Спрингер». «Велосипедное» сиденье (бобберы всегда одноместные). Передний тормоз, как правило, отсутствует.
Бобберы часто путают с кафе-рейсерами (малокубатурными кастомами, с клипонами вместо руля) и чопперами (дорожными мотоциклами с удлинённой рамой и высоким рулём).